# 謝婉雯
謝婉雯，MBG（1968年3月31日—2003年5月13日）生前是屯門醫院胸肺部專科醫生。

## 生平
謝婉雯是香港沙士之疫情期間，主動要求搶救病人而殉職的女醫生，逝世後的被譽為「香港的女兒」，遺體安葬於浩園。
於1968年3月31日在香港出生，長於草根家庭，在葵涌石蔭邨長大，先後在石蔭慈幼葉漢小學、東華三院伍若瑜夫人紀念中學及香港中文大學醫學院就讀，於1985年香港中學會考取得八優，後於香港中文大學取得優異成績，於1992年畢業。畢業後在屯門醫院服務，1994年被調往內科，而她丈夫陳偉興亦是醫生，因為血癌於2002年5月逝世，兩人婚後未有子女，其後她因為在沙士疫情期間自願加入搶救沙士病人但不幸染病並於2003年5月13日殉職而獲得追授英勇勳章中最高榮譽的金英勇勳章（MBG），為對抗沙士疫情而不幸殉職的八位前線醫護人員中事後唯一一位獲得追授金英勇勳章的醫護人員，也是首位獲授予金英勇勳章的女性。

### 對抗疫症
2003年3月，嚴重急性呼吸道症候群疫症在香港爆發，屯門醫院接收了三名SARS病人，但院內胸肺部專科醫生不足，謝婉雯自願由內科病房轉到SARS病房工作。當時情況危急，謝婉雯與另一殉職男護士劉永佳先後親自為末期SARS病人插喉，沾到飞沫，懷疑因此感染致命病毒。她在4月3日留院治療，4月15日轉入深切治療部，香港中文大學的沈祖堯及香港大學的袁國勇曾為她聯診。

### 逝世及安葬浩園
5月13日，謝婉雯於深切治療部繼續留醫延至凌晨4時因搶救無效而在屯門醫院逝世，終年35歲，翌日早上謝婉雯的死訊先從電視及電台傳出後，引起很多香港市民的哀悼，傳媒紛紛對謝婉雯冠以「香港的女兒」的稱號。5月17日，謝婉雯的父親寫下一段說話送予港人：「希望謝婉雯的勇氣和犧牲精神，能夠鼓勵港人永不放棄，並多謝各界對婉雯的關心。」
5月22日，謝婉雯的安息禮拜舉行，時任行政長官董建華以及政府官員、政商界人士的多名司局長均有出席，其後謝婉雯醫生聯同劉大鈞、鄭夏恩、張錫憲、劉永佳、鄧香美、劉錦蓉、王庚娣等八名護士醫護人員一併遺體安葬於和合石墳場內的浩園（為安葬因公殉職公務員而設的墓園）。同日董建華公佈，早前向香港立法會財務委員會要求撥款2億元而當中7000萬元是為受感染病毒的醫護人員提供援助，而當中1億3000萬元用於醫護人員進修和培訓。而為紀念這位「香港女兒」謝婉雯，時任行政長官董建華決定為該項進修培訓款項命名為「謝婉雯醫生培訓基金」。
謝婉雯醫生的事迹被基督教組織影音使團改編為電視電影《亞洲英雄》及電影《天作之盒》；其學妹黃燕萍寫出了《一首傳世之歌》以紀念她，經謝霆鋒作曲，由容祖兒主唱。